# Martim Afonso Telo de Meneses
Martim Afonso Telo de Meneses[a] (m. Toro, 26 de Janeiro de 1356), foi um rico-homem português, membro da linhagem dos Teles de Meneses, e o pai de Leonor Teles de Meneses, rainha de Portugal.
Era o filho primogénito de Afonso Teles Raposo, que foi vassalo de Afonso IV de Portugal, e de Berengária Lourenço de Valadares, filha de Lourenço Soares de Valadares e de Sancha Nunes de Chacim.

## Biografia

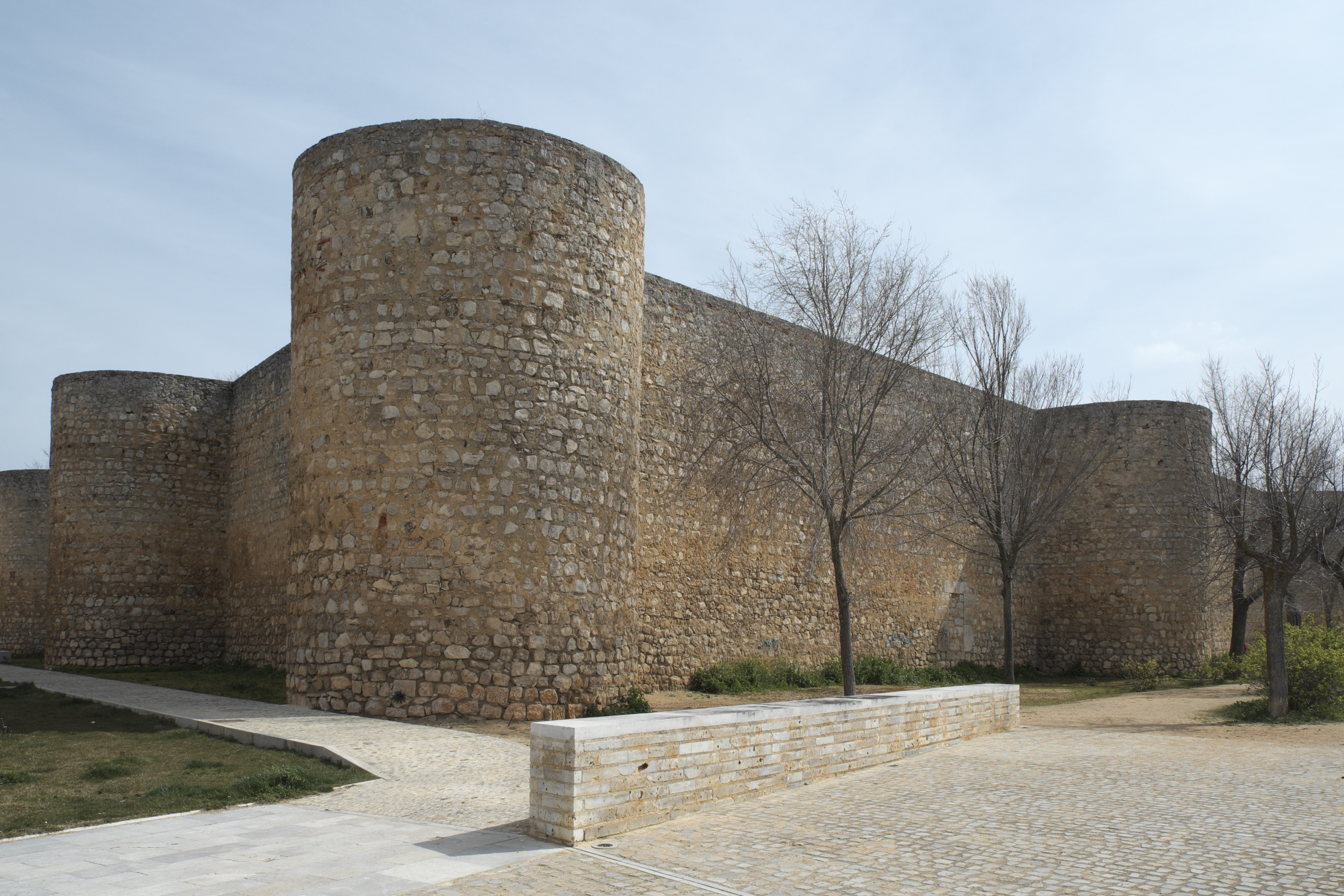
Alcázar de Toro onde foi assassinado Martim Afonso Telo de Meneses

Foi mordomo-mor da rainha consorte de Castela Maria de Portugal, esposa do rei Afonso XI, e a mãe do rei Pedro I o Cruel. Em 26 de Janeiro de 1356, Martim Afonso estava com a rainha e outros nobres no Alcazar de Toro  quando o rei Pedro, acompanhado por vários escudeiros, entrou no Alcazar e mandou matar muitos dos nobres que estavam lá com a rainha. Pedro López de Ayala na crónica dos reinados de Pedro e três de seus sucessores, descreveu os acontecimentos da seguinte forma:[b]
| “ | E então logo enviou dizer el Rei à Rainha Dona Maria, sua mãe, que estava dentro do Alcácer que saísse de ali e se viesse para ele. E a Rainha enviou-lhe pedir mercê para aqueles Cavaleiros que ali estavam com ela, que os perdoasse. E el Rei enviou-lhe dizer que ela se viesse, que depois ele saberia que fazer com dos Cavaleiros que com ela estavam (...) E a Rainha saiu do Alcácer, e vinha com ela a condessa dona Juana, mulher do conde Dom Henrique, outrossim om Pero Estevanez Carpentero, Mestre que se chamava de Calatrava, e Ruy Gonçalves de Castanheda, e Alfonso Tellez Girón, e Martin Alfonso Tello (...) Outro Escudeiro chegou e matou a Martim Alfonso Tello (...) E a Rainha Dona Maria, mãe del Rei, quando viu matar assim a estes Cavaleiros, caiu em terra sem nenhum sentido, como morta (...) e depois levantaram-na e viu os Cavaleiros mortos em derredor de si, e desnudos e começou a dar grandes vozes maldizendo ao Rei seu filho, e dizendo que a desonrara e lastimara para sempre, e que mais já queria morrer, que não viver. | ” |

## Matrimónio e descendência
Martim Afonso casou com Aldonça Anes de Vasconcelos, filha de João Mendes de Vasconcelos, alcaide-mor de Estremoz, e de Aldara Afonso Alcoforado. Deste matrimónio nasceram os seguintes filhos:[c]
- João Afonso Telo o Moço (m. 1385 na Batalha de Aljubarrota), foi alcaide-mor de Lisboa em 1372, almirate do reino, e  6.º conde de Barcelos em 1382. Casou com Beatriz Afonso de Albuquerque, irmã de sua cunhada Maria, ambas filhas ilegítimas de João Afonso de Albuquerque o do Ataúde (m. 1354), VI senhor de Albuquerque e chanceler-mor do rei Pedro I de Castela, e de Maria Rodrigues Barba;[8]
- Gonçalo Teles (m. 28 Junho de 1403), conde de Neiva e senhor de Faria, casou com Maria Afonso de Albuquerque (ainda era viva em Outubro de 1429), filha legitimada de João Afonso de Albuquerque;[9][10]
- Maria Teles (m. Novembro de 1379), esposa de Álvaro Dias de Sousa, (m. ca. 1365), com quem teve a Lope Dias de Sousa. Depois de enviuvar, contraiu matrimónio com o infante João, duque de Valência de Campos, filho do rei Pedro I de Portugal, com quem teve a Fernando de Portugal, senhor de Eça (n. 1378).[11] Foi assassinada pelo seu esposo João;[12]
- Leonor Teles, rainha consorte de Portugal pelo seu casamento com o rei Fernando I de Portugal.[13][14]

Teve uma filha fora de matrimónio:
- Joana Teles, a esposa de João Afonso Pimentel, primeiro conde de Benavente.[15]